# Саркосцифа алая
Саркосцифа алая (лат. Sarcoscypha coccinea) — вид сумчатых грибов рода Саркосцифа семейства Саркосцифовые. Другое название — алая эльфова чаша; народное — бабушкины ушки.

## Описание
Гриб встречается по всему миру: в Африке, Азии, Европе, Северной и Южной Америке и в Австралии. Является типовым видом рода Саркосцифа и был известен под многочисленными названиями задолго до появления научного описания в 1772 году. Филогенетический анализ показал, что Саркосцифа алая наиболее близка к видам Саркосцифа, которые имеют в своих спорах масляные везикулы, такие как островная саркосцифа макаронезийская (S. macaronesica). Саркосцифа алая имеет сходство с несколькими другими видами этого рода: Саркосцифа западная (S. occidentalis), Саркосцифа австрийская (S. austriaca) и Саркосцифа Дадли (S. dudleyi).
Это сапрофитный гриб, растущий на разлагающихся стволах и ветвях деревьев, как правило, покрытых слоем листвы или почвы. Чашеобразный аскокарп (плодовое тело аскомицетов) появляется в прохладные месяцы: зимой или ранней весной. Яркий красный цвет внутренней поверхности плодового тела дал название виду и находится в контрасте с более светлой внешней частью гриба. Съедобность плодовых тел хорошо известна, но их небольшой размер и жесткая текстура отпугивают большинство людей. Этот гриб использовался в медицинских целях коренными американцами племени онейда, а также в качестве красочного компонента столовых украшений в Англии. В северной части России его употребляют в салатах, жарят со сметаной или просто используют в качестве цветной заправки к блюдам. Molliardiomyces eucoccinea — это название, данное несовершенной форме гриба, у которой отсутствует стадия полового размножения.